# Scopula albilarvata
Scopula albilarvata là một loài bướm đêm trong họ Geometridae.